# Eledone cirrhosa
Az Eledone cirrhosa a fejlábúak (Cephalopoda) osztályának Octopoda rendjébe, ezen belül az Octopodidae családjába tartozó faj.

## Előfordulása
Az Eledone cirrhosa előfordulási területe az Atlanti-óceán északkeleti részén, valamint az Északi- és a Földközi-tengerekben van. Északon Norvégiától kezdve dél felé a Brit-szigetekig nagy állománnyal rendelkezik. Az Északi-tengerben azért szaporodott úgy el, mivel az ember túlhalászta a legfőbb természetes ragadozóját, az atlanti tőkehalat (Gadus morhua). Az Eledone cirrhosa túlszaporodása pedig negatívan hat a helybéli rákhalászat iparra, mivel több polip több rákot fogyaszt, és a rákoknak szánt csalikat is ellopkodják.

## Megjelenése
A bőrköpenye széles és tojásdad alakú. A karokkal együtt 50 centiméter hosszú. A feje vékonyabb, mint testének a többi része. Szemei fölött egy-egy nyúlvány látható. A színezetének árnyalatai példánytól függően változó, de általában sárgás, vöröses-narancssárga, vagy vöröses-barna. Az alapszíneken rozsdás-barna foltok ülnek. A hasi rész fehér. A bőrén sok apró és néhány nagyobb szemölcsös dudor van. A közepesen rövid karjain, csak egy-egy sornyi tapadókorong látható. Karjainak végeit nyugalmi állapotban felcsavarva tartja.

## Életmódja
A tengerfelszínétől egészen 150 méteres mélységig lelhető fel; a mélységi rekord e fajnál 800 méter. A magányos Eledone cirrhosa többféle rákkal is táplálkozik. Az embernek fontos rákfajokat is elfogyasztja; ilyenek például: az európai homár (Homarus gammarus), a Nephrops norvegicus és a nagy tarisznyarák (Cancer pagurus). Ezeket akár a rákcsapdákból is kilopja.

## Szaporodása
Ez a polipfaj, mint általában minden polip gyorsan nő és keveset él. A növekedésének a gyorsaságát a vízhőmérséklete, illetve a táplálékmennyiség határozza meg. Élőhelytől és példánytól függően 1-5 évig él. Egyévesen vagy 12-40 centiméteresen felnőttnek számít. Egy nőstény 1000-5000 petét rakhat; ez a polipfaj kevésbé szapora, mint az élőhelyén levő közönséges polip (Octopus vulgaris). A legtöbb nőstény, mivel őrzi és gondozza petéit táplálkozás nélkül, elpusztul az első szaporodási időszaka után; emiatt ősszel az állományok erősen lecsökkenek.

## Felhasználása
Ennek a polipnak nincs nagy halászati értéke és ipara. A legtöbbször mellékfogásként kerül a hálókba. Főleg a Földközi-tenger térségében használják fel. Nincs pontos adat arról, hogy évente hány tonnát fognak ki belőle. A halászoknak a cél polipfaj a közönséges polip. Egy nemzetközi szervezet - mely a tengerekből kifogott állatok mennyiségét figyeli -, szerint 2006-ban e két fajból együttvéve 8999 tonna, 2008-ban pedig 19 000 tonna került a halászhálókba. Ezek az adatok Portugáliából és Spanyolországból származnak. Európában nincsenek felmérések e két polipfaj állományáról, kvóták sincsenek kiszabva; ezek ellenére sem a közönséges polip, sem az Eledone cirrhosa nincsenek veszélyben.

## Képek

Eledone cirrhosa
az angliai Cornwall
akváriumában
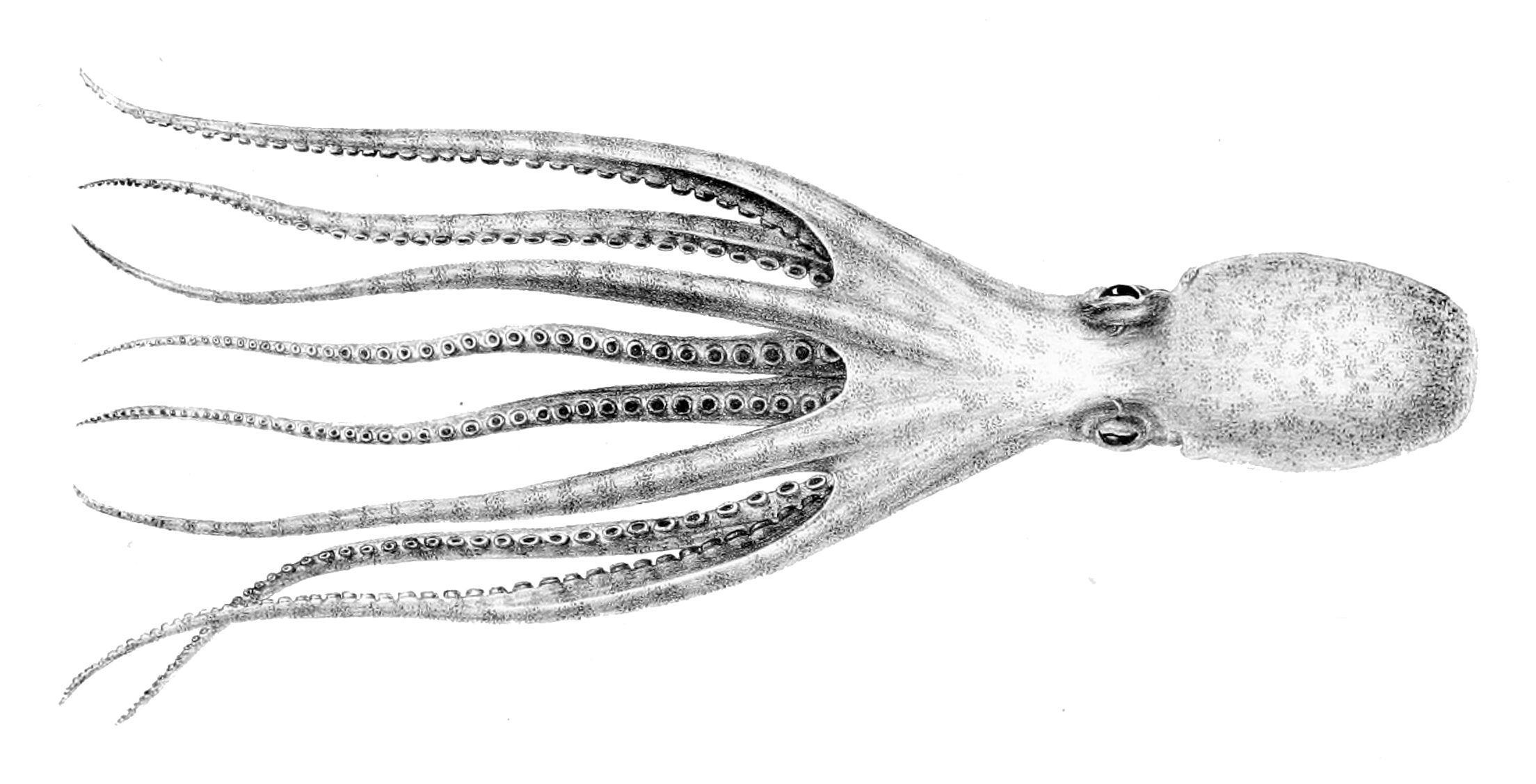
Oldalról
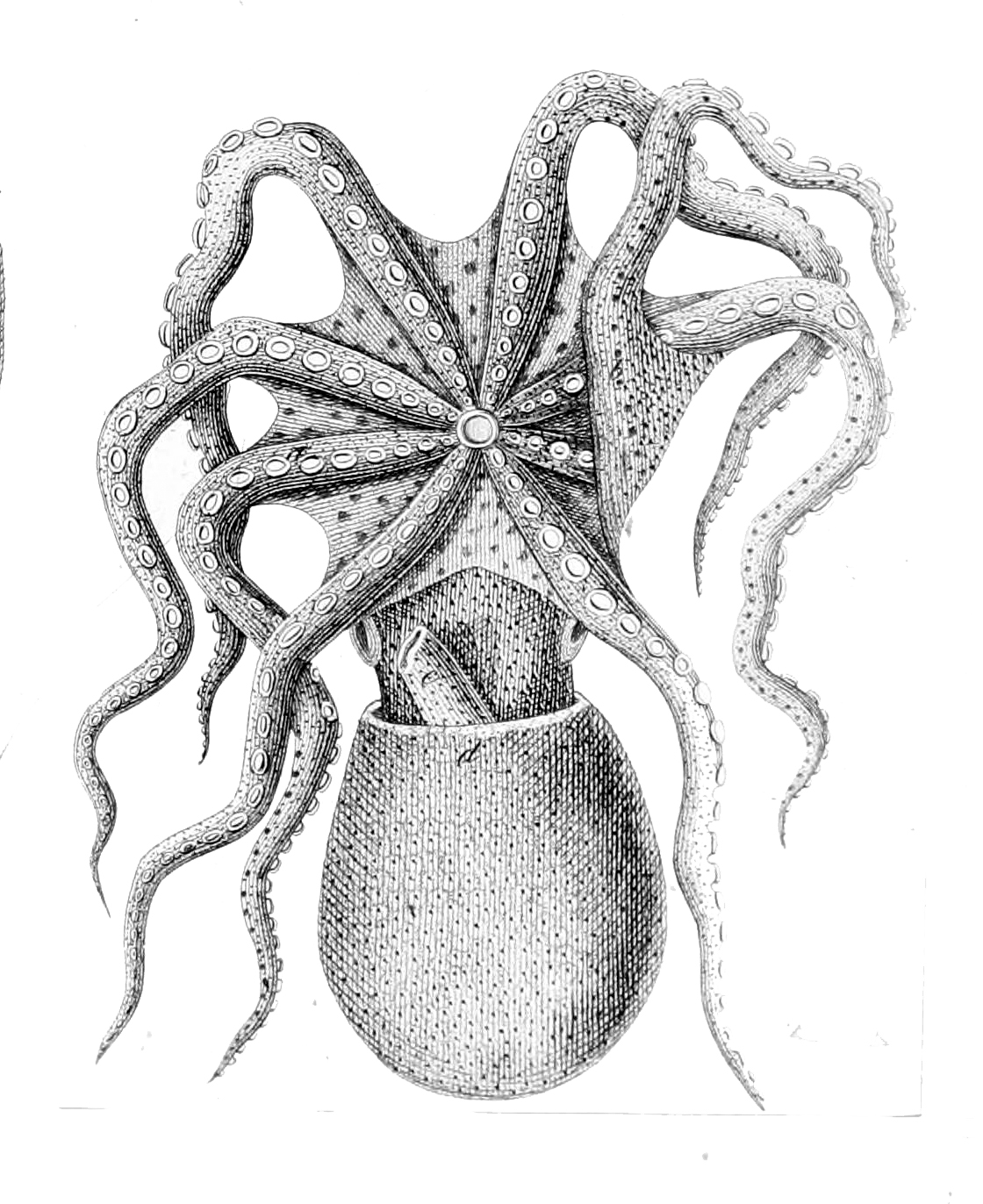
és alulról

### Fordítás
- Ez a szócikk részben vagy egészben  a   Curled octopus című angol Wikipédia-szócikk ezen változatának fordításán alapul.  Az eredeti cikk szerkesztőit annak laptörténete sorolja fel. Ez a jelzés csupán a megfogalmazás eredetét és a szerzői jogokat jelzi, nem szolgál a cikkben szereplő információk forrásmegjelöléseként.